# Myriam Marbé
Myriam Marbé (født 9. april 1931 i Bukarest, Rumænien - død 25. december 1997) var en rumænsk komponist. pianist, lærer, musikolog og journalist.
Marbé studerede klaver og komposition på Musikkonservatoriet i Bukarest (1944-1954), hos bla. Mihail Jora. Hun underviste senere i kontrapunkt og komposition på Musikkonservatoriet i Burkarest (1954-1988). Marbé har skrevet 2 symfonier, orkesterværker, kammermusik, koncertmusik, balletmusik, korværker, klaverstykker etc. Hun har også arbejdet som journalist og musikolog. Marbé har været medforfatter til en monografi om komponisten George Enescu.

## Udvalgte værker
- Symfoni nr. 1 "Ur-Ariadne" (1988) - for mezzosopran, saxofon og orkester
- Symfoni nr. 2 "Sym-phonia" (1996) - for mezzosopran og kammerorkester
- Triumf (1978) - for stort orkester
- Bratschkoncert (1977) - for bratsch og orkester
- Saxofonkoncert "for Daniel Kientzy" (1986) - for saxofon og orkester
- Trommelbas (1985) - for strygertrio og trommer